# Asa Miller
Pour les articles homonymes, voir Miller.
Asa Bisquera Miller, né le 14 juin 2000 à Portland en Oregon, est un skieur américano-philippin qui représente les Philippines.

## Biographie
Il dispute ses premières compétitions officielles lors de l'hiver austral en 2016, puis notamment les Championnats du monde junior 2017.
Il devient le porte-drapeau de son pays lors des Jeux olympiques d'hiver de 2018, à Pyeongchang. Il y finit 70e du slalom géant.